# بروکس اسپورتس
بروکس اسپورتس (انگلیسی: Brooks Sports) شرکت تجهیزات ورزشی آمریکایی است، که در سال ۱۹۱۴ توسط جان بروکس گلدنبرگ تأسیس شد و هم‌اکنون زیرمجموعه‌ای از شرکت برکشیر هاتاوی می‌باشد.
بروکس در ابتدا اقدام به تولید و ارائه کفش‌های باله و شنا کرده و سپس اقدام تولید کفش‌های ورزشی حرفه ای از جمله کفش‌های بیسبال (از سال ۱۹۲۱)، کفش اسکیت (از سال ۱۹۲۹)، کفش فوتبال آمریکایی (از سال ۱۹۳۰)، کفش کودکان (از سال ۱۹۳۸) و کفش سافت بال (از سال ۱۹۴۰) کرد.

## تمرکز بر کفش‌های دویدن
می‌توان گفت تمرکز بروکس بر روی کفش‌های دویدن در واقع از سال ۱۹۷۲ آغاز شد، زمانی که «فرانک شورتر» فارغ‌التحصیل «دانشگاه ییل» در ماراتن المپیک قهرمان شد.